# Karangetang
De Karangetang, ook bekend onder de naam Api Siau, is een van de actiefste vulkanen ter wereld. De vulkaan ligt aan de noordkant van het eiland Siau, Indonesië, en behoort bij de provincie Noord-Sulawesi. De vulkaan is van het type stratovulkaan en ligt ongeveer 135 kilometer ten noorden van Manado.
De Karangetang heeft twee toppen, de noordelijke top die 1784 meter hoog is, en de 1827 meter hoge zuidelijke top. Verder heeft de vulkaan vijf kraters, die van noord naar zuid gelegen zijn. Sinds 1675 heeft de vulkaan ongeveer 40 keer een uitbarsting gehad.
Doordat de vulkaan regelmatig een uitbarsting heeft, wordt een groot deel van de bevolking van het eiland ook regelmatig geëvacueerd. In bepaalde gevallen geldt dit enkel voor de bewoners van de dorpen rondom de vulkaan, in andere gevallen, zoals in 1974, wordt de hele eilandbevolking geëvacueerd.
Het Karangetang vulkaanobservatorium bevindt zich op de Maralawaheuvel, in het West Siau District.

## Jaren met uitbarstingen
In de volgende jaren heeft de Karangetang minstens eenmaal een uitbarsting gehad:
1675, 1712, 1825, 1864, 1883, 1886, 1887, 1892, 1899, 1900, 1905, 1921, 1922, 1924, 1926, 1930, 1930, 1935, 1940, 1941, 1947, 1947, 1948, 1949, 1952, 1953, 1961, 1962, 1965, 1966, 1967, 1970, 1971, 1972, 1973, 1974, 1975, 1976, 1977, 1978, 1979, 1980, 1982, 1983, 1984, 1985, 1986, 1987, 1988, 1989, 1991, 1992, 1993, 1995, 1996, 1997, 1998, 1999, 2000, 2001, 2002, 2003, 2004, 2005, 2006, 2011.